# Kristen Helveg Petersen
Kristen Helveg Petersen (ur. 29 listopada 1909 w Longeise na wyspie Langeland, zm. 23 kwietnia 1997 w Kopenhadze) – duński polityk i nauczyciel, parlamentarzysta krajowy i europejski, minister edukacji (1961–1964) i kultury (1968–1971), w latach 1976–1978 lider Det Radikale Venstre.

## Życiorys
Syn rolnika Petera Lauritsa Christiana Petersena i Sofie Augusty Hansen. W 1928 ukończył szkołę średnią w Rudkøbing, trzy lata później zdał egzamin nauczycielski w Skårup. W kolejnych latach pracował jako zastępca i nauczyciel w szkole w Odense, a od 1940 do 1946 kierował w tym mieście szkołą dla bezrobotnej młodzieży. W latach 1946–1953 kierował duńskim oddziałem World Friendship Federation, później zatrudniony jako inspektor szkolny. Przez wiele lat pracował jako doradca w resorcie edukacji, był też szefem krajowego komitetu UNESCO ds. edukacji. Od 1974 do 1992 kierował Landsforeningen Ligeværd, organizacją wspierającą dzieci z niepełnosprawnościami. Opublikował także jako współautor liczne książki na tematy polityczne.
Działał w Radikal Ungdom, młodzieżówce radykalnej lewicy, od 1942 do 1945 będąc jej prezesem. Wstąpił do Det Radikale Venstre, w latach 1976–1978 kierował tą partią. Pomiędzy wrześniem 1961 a wrześniem 1964 minister edukacji, w kolejnych latach kierował radą doradczą ds. szkół wyższych, a od lutego 1968 do października 1971 pozostawał ministrem kultury, rozbrojenia i współpracy z państwami rozwijającymi się. Od 1964 do 1975 zasiadał w Folketingecie, od listopada 1972 do lipca 1975 oddelegowany do Parlamentu Europejskiego.

## Życie prywatne
Od 1947 był żonaty z samorządowiec Lilly Helveg Petersen. Politykami zostali jego syn Niels Helveg Petersen oraz wnukowie Morten Helveg Petersen i Rasmus Helveg Petersen. 